# Sereine
Pour les articles homonymes, voir Sereine (homonymie).
Sereine est un cotre bermudien de 12,50 mètres dessiné par  l'architecte naval Henri Dervin et lancé en 1952 en Bretagne. Propriété des Glénans, elle est utilisée comme navire-école depuis sa création. De 1952 à 1998, elle a parcouru plus de 150 000 milles marins et plus de 5 000 équipiers de 15 à 60 ans s'y sont formés, accompagnés de 400 chefs de bord bénévoles. Restaurée en 2005, elle navigue toujours pour l'école.
Sereine fait l’objet d’un classement au titre objet des monuments historiques depuis le 31 janvier 2001.

## Histoire
En 1948, plusieurs membres des Glénans réunissent les fonds pour terminer la construction d'un bateau commandé en 1946 par Philippe Viannay pour faire un tour du monde. Outre ce dernier, il s'agit de Hélène Viannay, Henri Desjoyaux, Pierre-Louis Chicandard et Jean-Pierre Chappey. Ce quirat permet en 1952 la mise à l'eau de Sereine.
Le nom Sereine est choisi en référence à l'attitude contemplative d'Hélène Viannay en mer.
Dès sa mise à l'eau, le bateau navigue à proximité de l'école de voile, à tel point que les quirataires décident de le céder à l'association.
En 1956 Sereine se classe troisième de la course internationale des grands voiliers, réservée aux bateaux-écoles. En 1958 elle s'y classera deuxième, puis troisième en 1960.
En 1958 la foudre s'abat sur le bateau. L'étrave est fendue mais le bateau continue.
En 1966 elle remporte la course des grands voiliers sur le parcours Falmouth-Skagen.
Elle a participé aux fêtes maritimes de Douarnenez, puis de Brest en 1988, 1992, 1996, 1998.
En 1986 et 1988 elle remporte la course des vieilles coques de Concarneau. En 1995 elle gagne le concours Une semaine sans moteur. La même année, un violent talonnage déplace le saumon de quille.
En 1998, elle cesse de naviguer, sa vétusté la rendant dangereuse. Le choix est fait de la restaurer.
En 2001, Sereine est classée monument historique en reconnaissance « de l'action pionnière des Glénans dans le développement de la voile sportive en France et de leur dimension incontournable parmi les écoles de formation maritime ». Avec ce classement, elle peut être remorquée à Brest en 2004 pour y être restaurée au Chantier du Guip. Un forum de discussion recueille suggestions et points de vue sur cette rénovation.
Elle est inaugurée en 2005 et navigue de nouveau depuis. Elle participe régulièrement aux fêtes maritimes de Brest, à la Coupe des deux phares, etc. Elle a été classée premier bateau vétéran de la course des grands voiliers en 2006 sur le parcours Torbay - Lisbonne.
Sereine a été volée le 23 septembre 2007, puis retrouvée à Ouessant le 26 septembre 2007.
Le voilier a été restauré en 2020 par une équipe de bénévoles au chantier du Guip sur l'Île-aux-Moines et navigue à nouveau.

## Citations
« J’allai voir ce bateau. Je fus ébloui par la beauté de la carène, étroite et haute devant, puissante au deuxième tiers vers l’arrière »

— Philippe Viannay